# Референдумы в Швейцарии (1895)
Референдумы в Швейцарии проходили 3 февраля, 29 сентября и 3 ноября 1895 года. На февральском референдуме гражданская инициатива по федеральному закону о посольствах Швейцарии за границей была отклонена. В сентябре была отклонена федеральная резолюция о поправке к Конституции относительно установления монополии на производство спичек. В ноябре была отвергнута конституционная поправка относительно армии.

## Избирательная система
Референдумы по монополии на спички и по конституционной поправке о армии были обязательными, для одобрения которых было необходимо двойное большинство. Референдум о посольствах Швейцарии был факультативным и требовал для одобрения лишь большинство голосов избирателей.

## Результаты

### О посольствах
| Выбор                                | Голосов | %    |
| ------------------------------------ | ------- | ---- |
| За                                   | 124 517 | 41,2 |
| Против                               | 177 991 | 58,8 |
| Пустых бюллетеней                    | 11 992  | –    |
| Недействительных бюллетеней          | 4 781   | –    |
| Всего                                | 319 281 | 100  |
| Зарегистрированных избирателей/ Явка | 689 180 | 46,3 |
| Источник: Nohlen & Stöver            |         |      |

### Монополия на спички
| Выбор                                | Общее голосование | Общее голосование | Кантоны | Кантоны | Кантоны |
| Выбор                                | Голосов           | %                 | Полных  | Полу-   | Всего   |
| ------------------------------------ | ----------------- | ----------------- | ------- | ------- | ------- |
| За                                   | 140 174           | 43,2              | 6       | 3       | 7,5     |
| Против                               | 184 109           | 56,8              | 13      | 3       | 14,5    |
| Пустых бюллетеней                    | 9 442             | –                 | –       | –       | –       |
| Недействительных бюллетеней          | 2 236             | –                 | –       | –       | –       |
| Всего                                | 335 961           | 100               | 19      | 6       | 22      |
| Зарегистрированных избирателей/ Явка | 690 592           | 48,6              | –       | –       | –       |
| Источник: Nohlen & Stöver            |                   |                   |         |         |         |

### Конституционная поправка по армии
| Выбор                                | Общее голосование | Общее голосование | Кантоны | Кантоны | Кантоны |
| Выбор                                | Голосов           | %                 | Полных  | Полу-   | Всего   |
| ------------------------------------ | ----------------- | ----------------- | ------- | ------- | ------- |
| За                                   | 195 178           | 42,0              | 4       | 1       | 4,5     |
| Против                               | 269 751           | 58,0              | 15      | 5       | 17,5    |
| Пустых бюллетеней                    | 7 066             | –                 | –       | –       | –       |
| Недействительных бюллетеней          | 1 277             | –                 | –       | –       | –       |
| Всего                                | 473 272           | 100               | 19      | 6       | 22      |
| Зарегистрированных избирателей/ Явка | 697 131           | 67,9              | –       | –       | –       |
| Источник: Nohlen & Stöver            |                   |                   |         |         |         |